# Caius Fabius Pictor (consul en -269)
Pour les articles homonymes, voir Caius Fabius Pictor et Fabius Pictor.
Caius Fabius Pictor est un homme politique de la République romaine.
Né aux environs de 302 av. J.-C.. Il est membre de la gens Fabia, qui est une famille influente de la Rome antique. Il est le fils de Caius Fabius Pictor (en). 
Il est consul en 269 av. J.-C. avec Quintus Ogulnius Gallus. C'est sous leur consulat que débuta la guerre contre les Messapes. 
Le frère de Caius Fabius Pictor, nommé Numerius Fabius Pictor, fut aussi consul en 266 av. J.-C..